# الویه بال
اُلویه بال (به فرانسوی: Olivier Bal)، زادهٔ ۱۶ ژانویه ۱۹۷۹ در پاریس، نویسنده فرانسوی است.

## زندگی‌نامه
اُلویه بال دارای مدرک فوق‌لیسانس هنرهای نمایشی و سینما از دانشگاه پاریس ۳: سوربن جدید در ۲۰۰۴ است. او پس از پانزده سال اشتغال به کار روزنامه‌نگاری، سردبیر نشریه بازی‌های کامپیوتری (Jeux vidéo Magazine) نیز بوده‌است. الویه بال از ۲۰۱۶ به نگارش رمان‌های پلیسی نیز روی آورده و موفق به کسب جوایز متعدد ازجمله جایزه مدیترانه (Le prix Méditerranée) در ۲۰۱۸ شده‌است.